# Labidocera rotunda
Labidocera rotunda is een eenoogkreeftjessoort uit de familie van de Pontellidae. De wetenschappelijke naam van de soort is voor het eerst geldig gepubliceerd in 1929 door Tamezo Mori.